# Proasellus hermallensis
Proasellus hermallensis är en kräftdjursart som beskrevs av Arcangeli1938. Proasellus hermallensis ingår i släktet Proasellus och familjen sötvattensgråsuggor. Inga underarter finns listade i Catalogue of Life.